# Poemi Asolani
Poemi Asolani es una película de medio metraje de 1985, dirigida por el cineasta alemán Georg Brintrup, sobre el compositor italiano Gian Francesco Malipiero. Georg Brintrup es también el autor del guion.

## Argumento
En la película, la narración es en primera persona. Es el propio protagonista, el compositor Malipiero (encarnado por el actor francés Philippe Nahoun) quien cuenta momentos importantes de su recorrido existencial y artístico: «Me acuerdo de todo y busco la cruel alegría que me hace sufrir, porque ella me transporta a un mundo que domina mi fantasía».
Sus primeros recuerdos se sitúan en Venecia, su ciudad natal, en sus tradiciones musicales y teatrales, a las cuales permanecerá ligado toda la vida. Más tarde, asiste al liceo musical de Bolonia, donde estudia bajo la dirección del maestro Marco Enrico Bossi, pero rápidamente, sus verdaderos maestros serán los compositores italianos de los siglos pasados: Palestrina, Gesualdo da Venosa, Orazio Vecchi, Claudio Monteverdi y Domenico Scarlatti, a los cuales estudiará con profundidad como autodidacta. Se perfecciona, después, en Berlín y luego en París. En esta última se encontrará con Alfredo Casella, quien lo invita, en una ocasión, a la representación de un nuevo ballet de Ígor Stravinski, La consagración de la primavera. Sobre esa noche, como él cuenta, despertará de «un largo y peligroso letargo» y, gracias a ello, desarrollará un estilo de composición que lo distinguirá de sus colegas contemporáneos.
De nuevo en Italia, durante una excursión en la campiña veneta descubrirá la pequeña localidad de Asolo, de la cual se enamora. A partir de ese momento, tendrá la costumbre de pasar ahí unos días, al principio de noviembre, alojándose en la casa que, más tarde, será la de Eleonora Duse. Aún durante la Primera Guerra Mundial, mantendrá ese hábito. La noche del primero de noviembre de 1916, asistirá a un espectáculo insólito: bajo el sonido de explosiones lejanas y el ruido ensordecedor de los cañones, verá surgir de la niebla paduana el resplandor de un enorme fuego encendido por los campesinos. La profunda sugestión que lo invade, estimula su creatividad: «He de confesar que, sin desear contar ni reproducir mi visión, me sentí obligado a escribir los «Poemas Asolanos» en la certidumbre de no contradecirme». Si desde un punto de vista la Primera Guerra Mundial trastorna su vida, desde otro, el terrible evento le abre la conciencia de que, gracias a esa época, estaba logrando crear algo nuevo, en un estilo y en la verdadera forma de su arte. En efecto, las obras de ese periodo reflejan una profunda agitación interior y, al mismo tiempo, un enorme poder creativo. Sus «Pausas del Silencio» no representan ninguna tendencia, ninguna intención que no fuera musical. Esas («Las Pausas») fueron concebidas durante la guerra, cuando era muy difícil hallar el silencio y, si lo hallaba, temía al extremo interrumpirlo, así fuera tan sólo a través de la música.

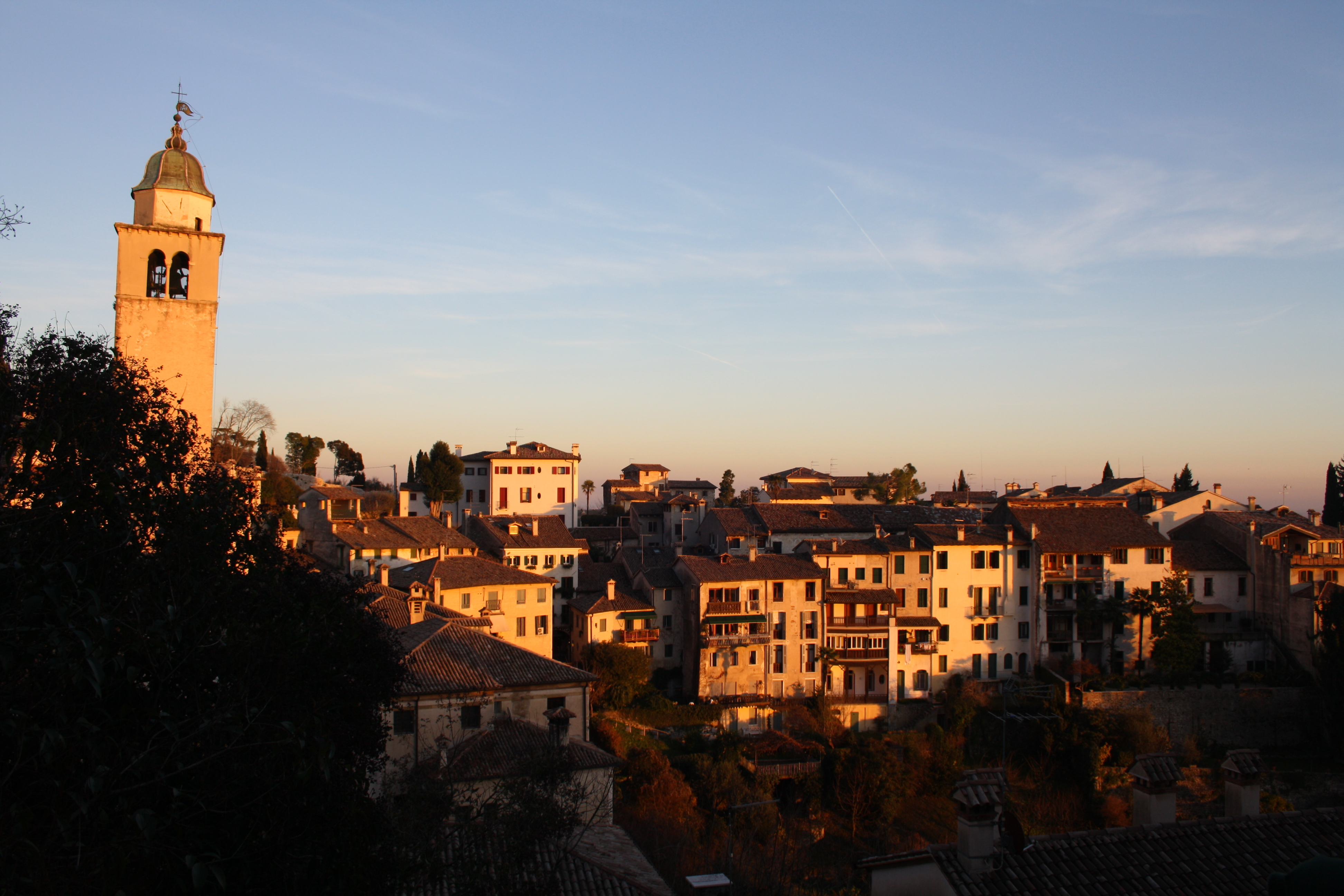
Asolo.

En 1923, Malipiero logra realizar un gran sueño: vivir en la campiña para huir del ruido y buscar, en la soledad, la concentración adecuada para su trabajo. Así, deja atrás Venecia y se refugia definitivamente en Asolo. Más aún ahí, en la casa a las plantas de una colina dominada por un sagrario, en medio de cipreses, no obtiene el silencio tan anhelado. «Sin vías para huir, me siento con frecuencia como un ratón en una trampa, El sagrario es el lugar de Asolo más profanado, donde se juega gritando o donde se grita jugando». Malipiero ordena la instalación de dobles ventanas y de cierre hermético de la casa y trabaja de noche la mayor parte del tiempo. Para él, el ruido ha adquirido el poder de una fuerza destructora. « La luz, es posible dominarla, el ruido no». Se consuela con la presencia de animales, que él considera más musicales. Su voz se funde con la de la naturaleza, ES la voz misma de la Tierra: «El hombre, al haberse separado completamente de la naturaleza no se sincroniza con ella, aun cuando canta o cree cantar». A pesar de la pesadilla del ruido, Malipiero compone sinfonías, cuartetos y música para piano. Los primeros contactos con el público son devastadores: la crítica lo asesina, los que lo escuchan se alejan: «¿Pero quién escucha vuestra música? - ¡Son los que más odian la música los amantes de la vuestra!».
La crítica no le perdona sus injurias a la ópera italiana del siglo XIX. Pero en realidad, Malipiero se abstuvo siempre de tomar un partido «contra» ella. Siempre prefirió combatir « por » algo. Estaba convencido, es verdad, que la música de los últimos siglos se había reducido, poco a poco, a las solas tonalidades mayor y menor. El sistema ajustado (o temperado, ndt) permitió desde un punto de vista físico, la formación de un oído que nada tiene que ver con la musicalidad de un Palestrina o de un Domenico Scarlatti. Por ello, Malipiero comenzó, al tiempo que componía, la edición de las obras completas de Claudio Monteverdi.
Al final de su vida, se da cuenta de que no nutre el mismo amor por todas sus creaciones. Su propio teatro le parece una especie de « espejismo evanescente ». Sin embargo, mantiene la conciencia de haber obedecido, a todo lo largo de su existencia, a un principio inderrogable: « Hice a un lado, inexorablemente, aquello que era fruto de mi voluntad y no de mi instinto ».

## Reparto
| Actor                 | Personaje                |
| --------------------- | ------------------------ |
| Philippe Nahoun       | Gian Francesco Malipiero |
| Mario Perazzini       | Malipiero viejo          |
| Lucia Casagrande      | esposa de Malipiero      |
| Paola Guccione        | madre de Malipiero       |
| Alessandro Bertorello | Malipiero niño           |
| Gino Gorini           | pianista                 |
| Pino Costalunga       | amigo de Malipiero       |
| Giovanni Todescato    | amigo de Malipiero       |
| Roberto Giglio        | amigo de Malipiero       |
| Roberto Cuppone       | máscara                  |
| Giuliana Barbaro      | máscara                  |
| Giovanni Bari         | máscara                  |
| Mauro Sassaro         | máscara                  |

## Banda sonora
Salvo indicación específica, todas las obras o sus fragmentos, son de Malipiero y se mantienen con su título original:
| N.  | Títulos                                                    | Año                          |
| --- | ---------------------------------------------------------- | ---------------------------- |
| 1.  | San Francesco d'Assisi, mistero per soli, coro e orchestra | (1920-1921, Nueva York 1922) |
| 2.  | "La bottega da caffè"                                      | (1926)                       |
| 3.  | Impressioni dal vero (il capinero)                         | (1910)                       |
| 4.  | Impressioni dal vero (il chiù)                             | (1910)                       |
| 5.  | La consagración de la primavera di Ígor Stravinski         | 1913)                        |
| 6.  | Impressioni dal vero (il picchio)                          | (1915)                       |
| 7.  | Poemi asolani                                              | (1916)                       |
| 8.  | Pause del silenzio I                                       | (1917)                       |
| 9.  | Quartetto per archi n.1 "Rispetti e strambotti"            | (1920)                       |
| 10. | Sinfonia n. 1 "In quattro tempi, come le quattro stagioni" | (1933)                       |
| 11. | Sinfonia n. 6 "Degli archi"                                | (1947)                       |
| 12. | L'Orfeide, in tre parti:                                   | (1919-1922, Düsseldorf 1925) |
| 13. | I "La morte delle maschere"                                |                              |
| 14. | II "Sette canzoni"                                         |                              |
| 15. | Sinfonia n. 7 "Delle canzoni"                              | (1948)                       |

## Título de la película
En todas las versiones, en cualquier idioma, el título de la versión original, en italiano, permanece sin cambios: POEMI ASOLANI.

## Comentarios
"Poemi Asolani" es el título de una composición para piano de Gian-Francesco Malipiero (interpretada en la película por el pianista Gino Gorini). La película es del género musical o, con mayor precisión, un « musical » no cantado, para el cual fueron escogidas piezas instrumentales, utilizadas en la película para acompañar la acción fílmica. «La música instrumental de Malipiero es muy cinematográfica, lo cual me pareció particularmente adecuado para mis propósitos». Se podría sentar como un precedente que es el mismo Malipiero quien escogió la columna sonora de dos películas realizadas en el pasado: "Acero" de Walter Ruttmann (1932) y "La carroza de oro" de Jean Renoir (1953). En Poemi Asolani, las escenas han sido creadas en función de la música: «Cada cuadro de la imagen tiene un número preciso de notas musicales o de mesuras. Los movimientos de actores y actrices y de la cámara misma fueron arreglados según los tiempos y ritmos de las obras musicales utilizadas. Asimismo, busqué que los ruidos que se escuchan en la película tengan un valor similar al de la música, tal y como sucede en las composiciones de Malipiero, que se inspiran con frecuencia en los ruidos de la vida cotidiana», nos señala el director.

## Recepción crítica
Mechthild Zschau en "Frankfurter Allgemeine Zeitung" del 9 de diciembre de 1985 (original, en alemán):

Georg Brintrup se acerca al compositor hasta una distancia que despierta nuestra curiosidad. Circula a través de su música y la introduce en los ruidos. Por ejemplo, en los de la rueda de una carroza, o en el murmullo de los árboles, en el cuchicheo de los arbustos cuyas hojas son movidas por el viento y hasta en los cortes de la película en el momento del montaje, en las tomas panorámicas de la cámara o en el enfoque de los animales. Una voz, vieja y frágil, recita textos de Malipiero, bajo la fluída tranquilidad de encuadres exquisitos. El director logra su objetivo, raro y arduo, de crear el milagro de un retrato imaginario de un artista lejano en el tiempo, gracias a la serie de secuencias sorprendentes y dotadas de alusiones surrealistas. Y el éxito está ahí, en la osadía de recurrir a la creación experimental que, visualmente, recorre un arte verbal y musical.

En "La Repubblica" del 31 de julio de 1986 (original, en italiano):

Esta película alemana cuenta la vida del compositor a través de su música. Es, pues, una película « musical ». Pero no es cantada. Tiene, sin embargo, la singularidad de hacer de cada escena una creación en función de la música instrumental: Cada encuadre posee un número preciso de mesuras y de notas musicales. Aún las acciones de los personajes, los desplazamientos de la cámara y la selección de los encuadres fueron dispuestos según los tiempos de una partitura musical.

Gianfranco D’Alonzo, "Festival Internazionale d’Oriolo" (original, en italiano):

En la película « Poemi Asolani » de Georg Brintrup, cineasta alemán, una protagonista omnipresente es la fotografía de Emilio Bestetti. En este medio metraje de 60 minutos que trata los temas del tiempo y de la naturaleza, en los cuales se funden los recuerdos del compositor Malipiero, el color habla con tonalidades vivas, exasperadas, para crear así verdaderos « cuadros » de luz y de intensidad cromática.

## Festivales
Poemi Asolani fue presentada en el marco del Prix Italia 1985; en el Festival de Cine de Salsomaggiore Terme, (It.), fuera de concurso, en 1985, y en el Festival Internacional de Oriolo (It.) en 1986, en el cual obtuvo el premio a la mejor fotografía.